# Caso
Caso (Asturian: Casu) là một đô thị trong cộng đồng tự trị của Công quốc Asturias, Tây Ban Nha.